# Liste der größten Stadien der Welt

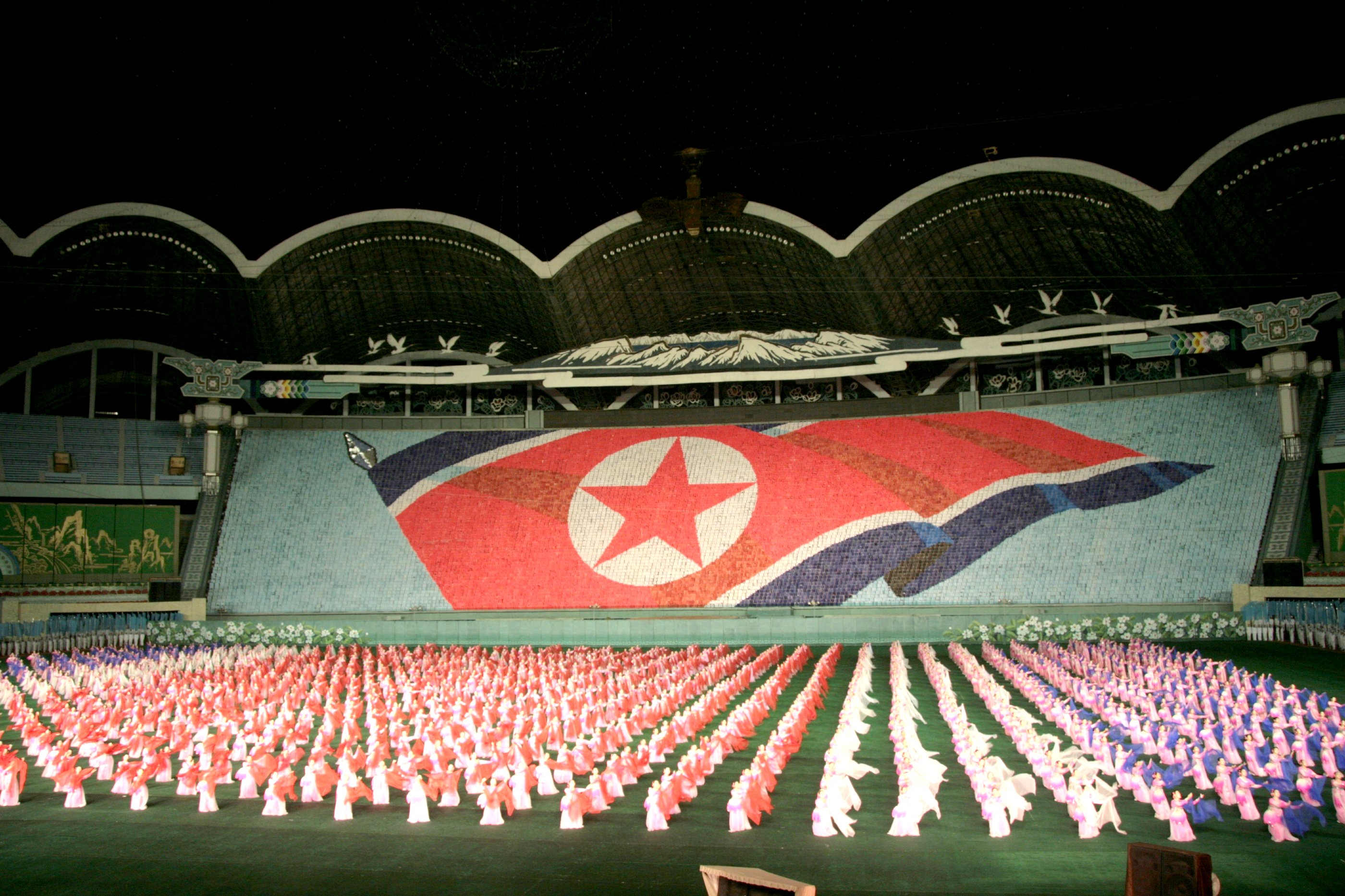
Das Stadion Erster Mai in Pjöngjang ist mit ca. 114.000 (früher 150.000) Plätzen das zweitgrößte Stadion der Welt.

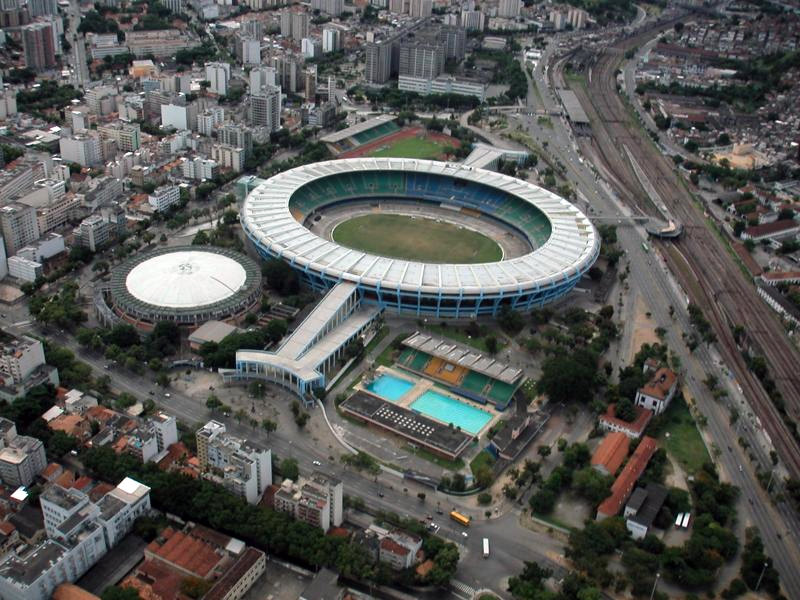
Maracanã (Rio de Janeiro) – über 170.000 Zuschauer, Stehplätze inklusive, verfolgten hier das Finalrundenspiel der Fußball-WM 1950 (heutige Kapazität: 78.838)

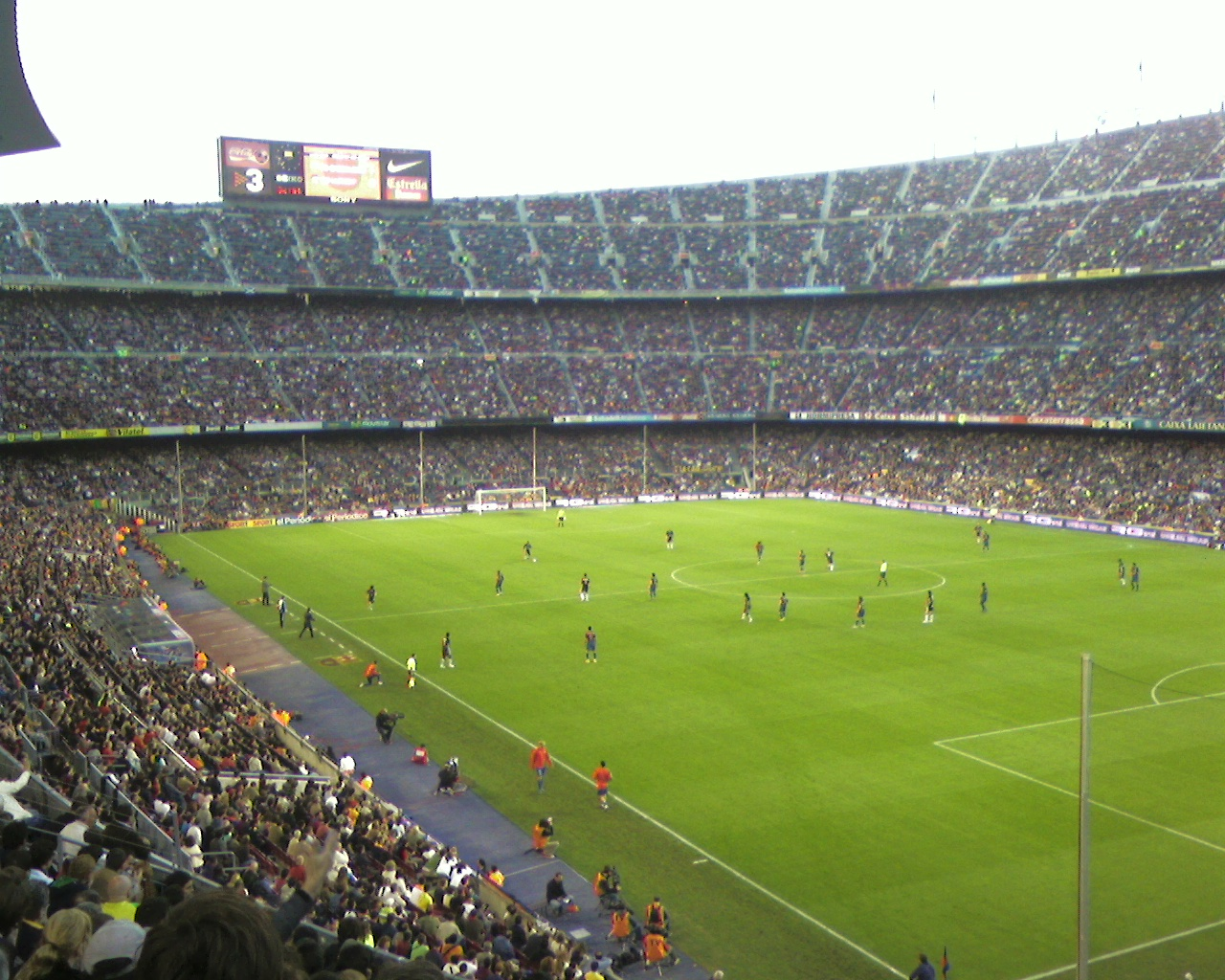
Das Camp Nou in Barcelona ist mit 99.354 Zuschauern das größte Fußballstadion Europas und größtes Vereinsstadion der Welt

Die Liste der größten Stadien der Welt nennt alle heute existierenden Stadien weltweit, in denen mindestens 60.000 Sitzplätze vorgehalten und genutzt werden. Ab dieser Größenordnung spricht man von sogenannten Großstadien. Darunter fallen jedoch keine Motorsport-Rennstrecken. Es werden jeweils die Sportart, für die das Stadion hauptsächlich genutzt wird, das Jahr der Eröffnung, das Vorhandensein oder Nichtvorhandensein einer Laufbahn und die Sitzplatzkapazität genannt. Derzeit gibt es 167 Stadien, die die genannten Voraussetzungen erfüllen. Davon liegen 15 in Afrika, 31 in Asien, drei in Ozeanien, 25 in Europa, 80 in Nordamerika – davon wiederum 77 in den Vereinigten Staaten – und 12 in Südamerika. Deutschland ist mit vier Stadien vertreten.
Als größtes Stadion aller Zeiten gilt der Circus Maximus im antiken Rom mit bis zu 250.000 Plätzen. Das Strahov-Stadion in Prag, Tschechien, galt mit bis zu 250.000 Zuschauern zwischenzeitlich als größtes Stadion der Welt. Es hat heute aber nur noch eine nutzbare Kapazität von 56.000 Personen aufgrund des sehr schlechten Zustands des restlichen Stadions.

## Erklärung
- Platz: Ranglistenplatz, den das Stadion seiner Sitzplatzanzahl nach in der Liste belegt.
- Sitzplätze: Anzahl der Sitzplätze des Stadions.[1][2] Diese können aus Einzelsitzschalen, wie bei den neueren Stadien in Europa, oder aus Sitzplätzen auf Bänken oder Betonstufen bestehen, wie es bei vielen der etwas älteren Stadien in Südamerika der Fall ist. Die Stadien, bei denen die Anzahl der Sitzplätze nicht der dort üblichen Zuschauerkapazität entspricht, sind mit einer Fußnote gekennzeichnet. Bei Länderspielen, welche im Rahmen von kontinentalen bzw. interkontinentalen Turnieren stattfinden (z. B. Fußball-Weltmeisterschaft), werden in der Regel weitere Plätze für die Medienvertreter eingerichtet. Die dadurch verringerte Sitzplatzkapazität ist in dieser Liste nicht berücksichtigt.
- Name: Name des Stadions.
- Stadt: Stadt, in der das Stadion steht.
- Land: Land, in dem das Stadion liegt, und die Nationalflagge.
- Kontinent: Kontinent, auf dem das Stadion liegt.
- Eröffnung: Jahr, in dem das Stadion eröffnet wurde.
- Laufbahn: Hat das Stadion eine Laufbahn für Leichtathletikwettkämpfe (Ja), oder nicht (Nein).
- Nutzung: Sportart, zu dem das Stadion hauptsächlich genutzt wird.

Anmerkung: Die Liste ist sortierbar: durch Anklicken eines Spaltenkopfes wird die Liste nach dieser Spalte sortiert, zweimalige Anklicken kehrt die Sortierung um. Durch das Anklicken zweier Spalten hintereinander lässt sich jede gewünschte Kombination erzielen.

## Liste
| Nr.  | Sitz- plätze | Name                                       | Stadt (Land)                             | Kontinent     | Eröff- nung | Lauf- bahn | Nutzung                                    |
| ---- | ------------ | ------------------------------------------ | ---------------------------------------- | ------------- | ----------- | ---------- | ------------------------------------------ |
| 001. | 132.000      | Narendra Modi Stadium                      | Ahmedabad ( Indien)                      | Asien         | 2020        | Nein       | Cricket                                    |
| 002. | 114.100      | Stadion Erster Mai                         | Pjöngjang ( Nordkorea)                   | Asien         | 1989        | Ja         | Diverse Veranstaltungen                    |
| 003. | 107.601      | Michigan Stadium                           | Ann Arbor ( Vereinigte Staaten)          | Nordamerika   | 1927        | Nein       | American Football                          |
| 004. | 106.572      | Beaver Stadium                             | State College ( Vereinigte Staaten)      | Nordamerika   | 1960        | Nein       | American Football                          |
| 005. | 102.780      | Ohio Stadium                               | Columbus ( Vereinigte Staaten)           | Nordamerika   | 1922        | Nein       | American Football                          |
| 006. | 102.733      | Kyle Field                                 | College Station ( Vereinigte Staaten)    | Nordamerika   | 1927        | Nein       | American Football                          |
| 007. | 102.455      | Neyland Stadium                            | Knoxville ( Vereinigte Staaten)          | Nordamerika   | 1921        | Nein       | American Football                          |
| 008. | 102.321      | Tiger Stadium                              | Baton Rouge ( Vereinigte Staaten)        | Nordamerika   | 1924        | Nein       | American Football                          |
| 009. | 101.821      | Bryant-Denny Stadium                       | Tuscaloosa ( Vereinigte Staaten)         | Nordamerika   | 1929        | Nein       | American Football                          |
| 010. | 100.119      | Texas Memorial Stadium                     | Austin ( Vereinigte Staaten)             | Nordamerika   | 1924        | Nein       | American Football                          |
| 011. | 100.024      | Melbourne Cricket Ground                   | Melbourne ( Australien)                  | Ozeanien      | 1853        | Nein       | Australian Football, Cricket               |
| 012. | 099.354 A    | Camp Nou                                   | Barcelona ( Spanien)                     | Europa        | 1957        | Nein       | Fußball                                    |
| 013. | 094.736      | Soccer City                                | Johannesburg ( Südafrika)                | Afrika        | 1989        | Nein       | Fußball                                    |
| 014. | 093.440      | Misr-Stadion                               | Neue Hauptstadt ( Ägypten)               | Afrika        | 2024        | Ja         | Fußball, Leichtathletik                    |
| 015. | 092.746      | Sanford Stadium                            | Athens ( Vereinigte Staaten)             | Nordamerika   | 1929        | Nein       | American Football                          |
| 016. | 092.100      | Cotton Bowl Stadium                        | Dallas ( Vereinigte Staaten)             | Nordamerika   | 1932        | Nein       | American Football                          |
| 017. | 090.000      | Wembley-Stadion                            | London ( England)                        | Europa        | 2007        | Nein       | Fußball, Rugby                             |
| 018. | 089.702      | Rose Bowl Stadium                          | Pasadena ( Vereinigte Staaten)           | Nordamerika   | 1922        | Nein       | American Football                          |
| 019. | 088.548      | Ben Hill Griffin Stadium                   | Gainesville ( Vereinigte Staaten)        | Nordamerika   | 1930        | Nein       | American Football                          |
| 020. | 087.523      | Aztekenstadion                             | Mexiko-Stadt ( Mexiko)                   | Mittelamerika | 1966        | Nein       | Fußball                                    |
| 021. | 087.451      | Jordan-Hare Stadium                        | Auburn ( Vereinigte Staaten)             | Nordamerika   | 1939        | Nein       | American Football                          |
| 022. | 087.411      | Nationalstadion Bukit Jalil                | Kuala Lumpur ( Malaysia)                 | Asien         | 1998        | Ja         | Fußball                                    |
| 023. | 085.458      | Lincoln Memorial Stadium                   | Lincoln ( Vereinigte Staaten)            | Nordamerika   | 1923        | Nein       | American Football                          |
| 024. | 083.500      | Accor Stadium                              | Sydney ( Australien)                     | Ozeanien      | 1999        | Nein       | Australian Football, Rugby                 |
| 025. | 084.567      | Estadio Mâs Monumental                     | Buenos Aires ( Argentinien)              | Südamerika    | 1938        | Ja         | Fußball                                    |
| 026. | 082.566      | MetLife Stadium                            | East Rutherford ( Vereinigte Staaten)    | Nordamerika   | 2010        | Nein       | American Football                          |
| 027. | 082.300      | Doak Campbell Stadium                      | Tallahassee ( Vereinigte Staaten)        | Nordamerika   | 1950        | Nein       | American Football                          |
| 028. | 082.300      | Croke Park                                 | Dublin ( Irland)                         | Europa        | 1916        | Nein       | Hurling, Gaelic Football, Rugby, Fußball   |
| 029. | 082.112      | Gaylord Family Oklahoma Memorial Stadium   | Norman ( Vereinigte Staaten)             | Nordamerika   | 1923        | Nein       | American Football                          |
| 030. | 082.000      | Twickenham Stadium                         | London ( England)                        | Europa        | 1981        | Nein       | Rugby                                      |
| 031. | 082.000      | Jakarta International Stadium              | Jakarta ( Indonesien)                    | Asien         | 2021        | Nein       | Fußball                                    |
| 032. | 081.500      | Clemson Memorial Stadium                   | Clemson ( Vereinigte Staaten)            | Nordamerika   | 1942        | Nein       | American Football                          |
| 033. | 081.441      | Lambeau Field                              | Green Bay ( Vereinigte Staaten)          | Nordamerika   | 1957        | Nein       | American Football                          |
| 034. | 081.044      | Estadio Santiago Bernabéu                  | Madrid ( Spanien)                        | Europa        | 1947        | Nein       | Fußball                                    |
| 035. | 081.000      | Olympiastadion Luschniki                   | Moskau ( Russland)                       | Europa        | 1956        | Nein       | Fußball                                    |
| 036. | 080.795      | Notre Dame Stadium                         | South Bend ( Vereinigte Staaten)         | Nordamerika   | 1930        | Nein       | American Football                          |
| 037. | 080.321      | Camp Randall Stadium                       | Madison ( Vereinigte Staaten)            | Nordamerika   | 1917        | Nein       | American Football                          |
| 038. | 080.250      | Williams-Brice Stadium                     | Columbia ( Vereinigte Staaten)           | Nordamerika   | 1934        | Nein       | American Football                          |
| 039. | 080.093      | Estadio Monumental "U"                     | Lima ( Peru)                             | Südamerika    | 2000        | Nein       | Fußball                                    |
| 040. | 080.051      | Stade de France                            | Saint-Denis ( Frankreich)                | Europa        | 1998        | Nein       | Fußball, Rugby                             |
| 041. | 080.012      | Guangdong Olympic Stadium                  | Guangzhou ( Volksrepublik China)         | Asien         | 2001        | Ja         | Fußball                                    |
| 042. | 080.000      | Nationalstadion Peking                     | Peking ( Volksrepublik China)            | Asien         | 2008        | Ja         | Diverse Veranstaltungen                    |
| 042. | 080.000      | Stadion Borg el-ʿArab                      | Alexandria ( Ägypten)                    | Afrika        | 2006        | Ja         | Fußball                                    |
| 042. | 080.000      | AT&T Stadium                               | Arlington ( Vereinigte Staaten)          | Nordamerika   | 2009        | Nein       | American Football                          |
| 042. | 080.000      | Shanghai Stadium                           | Shanghai ( Volksrepublik China)          | Asien         | 1997        | Ja         | Fußball                                    |
| 042. | 080.000      | Stade des Martyrs                          | Kinshasa ( Demokratische Republik Kongo) | Afrika        | 1994        | Ja         | Fußball                                    |
| 042. | 080.000      | Hangzhou Olympic Sports Center Stadium     | Hangzhou ( Volksrepublik China)          | Asien         | 2019        | Ja         | Diverse Veranstaltungen                    |
| 048. | 079.451      | Arrowhead Stadium                          | Kansas City ( Vereinigte Staaten)        | Nordamerika   | 1923        | Nein       | American Football, Fußball                 |
| 049. | 079.000      | FedExField                                 | Landover ( Vereinigte Staaten)           | Nordamerika   | 1997        | Nein       | American Football                          |
| 050. | 078.838      | Maracanã                                   | Rio de Janeiro ( Brasilien)              | Südamerika    | 1950        | Nein       | Fußball                                    |
| 051. | 078.116      | Azadi-Stadion                              | Teheran ( Iran)                          | Asien         | 1973        | Ja         | Fußball                                    |
| 052. | 077.500      | Los Angeles Memorial Coliseum              | Los Angeles ( Vereinigte Staaten)        | Nordamerika   | 1923        | Nein       | American Football                          |
| 053. | 077.193      | Gelora-Bung-Karno-Stadion                  | Jakarta ( Indonesien)                    | Asien         | 1962        | Ja         | Fußball                                    |
| 054. | 076.877      | EverBank Field                             | Jacksonville ( Vereinigte Staaten)       | Nordamerika   | 1946        | Nein       | American Football                          |
| 055. | 076.125      | Empower Field at Mile High                 | Denver ( Vereinigte Staaten)             | Nordamerika   | 2001        | Nein       | American Football                          |
| 056. | 076.092      | Atatürk-Olympiastadion                     | Istanbul ( Türkei)                       | Europa        | 2001        | Ja         | Fußball                                    |
| 057. | 075.817      | Giuseppe-Meazza-Stadion                    | Mailand ( Italien)                       | Europa        | 1926        | Nein       | Fußball                                    |
| 058. | 075.653      | Old Trafford                               | Manchester ( England)                    | Europa        | 1910        | Nein       | Fußball, Rugby                             |
| 059. | 075.263      | Estádio Governador João Castelo            | São Luís ( Brasilien)                    | Südamerika    | 1982        | Ja         | Fußball                                    |
| 060. | 075.005      | Spartan Stadium                            | East Lansing ( Vereinigte Staaten)       | Nordamerika   | 1957        | Nein       | American Football                          |
| 061. | 074.500      | Principality Stadium                       | Cardiff ( Wales)                         | Europa        | 1999        | Nein       | Rugby, Fußball                             |
| 062. | 074.475      | Olympiastadion Berlin                      | Berlin ( Deutschland)                    | Europa        | 1936        | Ja         | Fußball                                    |
| 063. | 074.100      | Cairo International Stadium                | Kairo ( Ägypten)                         | Afrika        | 1960        | Ja         | Fußball                                    |
| 064. | 073.504      | Bank of America Stadium                    | Charlotte ( Vereinigte Staaten)          | Nordamerika   | 1996        | Nein       | American Football                          |
| 065. | 073.379      | Sun Devil Stadium                          | Tempe ( Vereinigte Staaten)              | Nordamerika   | 1958        | Nein       | American Football                          |
| 066. | 073.208      | Caesars Superdome                          | New Orleans ( Vereinigte Staaten)        | Nordamerika   | 1975        | Nein       | American Football                          |
| 067. | 072.698      | Olympiastadion Rom                         | Rom ( Italien)                           | Europa        | 1952        | Ja         | Fußball                                    |
| 068. | 072.372      | Nissan-Stadion                             | Yokohama ( Japan)                        | Asien         | 1998        | Ja         | Fußball                                    |
| 069. | 072.000      | NRG Stadium                                | Houston ( Vereinigte Staaten)            | Nordamerika   | 2002        | Nein       | American Football                          |
| 069. | 072.000      | Donald W. Reynolds Razorback Stadium       | Fayetteville ( Vereinigte Staaten)       | Nordamerika   | 1938        | Nein       | American Football                          |
| 071. | 071.608      | Highmark Stadium                           | Orchard Park ( Vereinigte Staaten)       | Nordamerika   | 1973        | Nein       | American Football                          |
| 072. | 071.594      | Legion Field                               | Birmingham ( Vereinigte Staaten)         | Nordamerika   | 1927        | Nein       | American Football                          |
| 073. | 071.030      | Olympiastadion Athen                       | Athen ( Griechenland)                    | Europa        | 1982        | Ja         | Fußball                                    |
| 074. | 071.004      | Faurot Field                               | Columbia ( Vereinigte Staaten)           | Nordamerika   | 1926        | Nein       | American Football                          |
| 075. | 071.000      | Mercedes-Benz Stadium                      | Atlanta ( Vereinigte Staaten)            | Nordamerika   | 2017        | Nein       | American Football, Fußball                 |
| 076. | 070.585      | Kinnick Stadium                            | Iowa City ( Vereinigte Staaten)          | Nordamerika   | 1929        | Nein       | American Football                          |
| 077. | 070.240      | SoFi Stadium                               | Inglewood ( Vereinigte Staaten)          | Nordamerika   | 2020        | Nein       | American Football                          |
| 078. | 070.107      | M&T Bank Stadium                           | Baltimore ( Vereinigte Staaten)          | Nordamerika   | 1998        | Nein       | American Football                          |
| 079. | 070.083      | Alaska Airlines Field at Husky Stadium     | Seattle ( Vereinigte Staaten)            | Nordamerika   | 1920        | Nein       | American Football                          |
| 080. | 070.050      | Olympiastadion Kiew                        | Kiew ( Ukraine)                          | Europa        | 1923        | Ja         | Fußball                                    |
| 081. | 070.000      | Allianz Arena                              | München ( Deutschland)                   | Europa        | 2005        | Nein       | Fußball                                    |
| 081. | 070.000      | Rice Stadium                               | Houston ( Vereinigte Staaten)            | Nordamerika   | 1950        | Nein       | American Football                          |
| 081. | 070.000      | Yadegar e Emam Stadium                     | Täbris ( Iran)                           | Asien         | 1996        | Nein       | Fußball                                    |
| 084. | 069.957      | Moses-Mabhida-Stadion                      | Durban ( Südafrika)                      | Afrika        | 2009        | Nein       | Fußball                                    |
| 085. | 069.870      | Nationalstadion Baku                       | Baku ( Aserbaidschan)                    | Asien         | 2015        | Ja         | Fußball                                    |
| 086. | 069.843      | Candlestick Park                           | San Francisco ( Vereinigte Staaten)      | Nordamerika   | 1961        | Nein       | American Football                          |
| 087. | 069.841      | Jamsil Olympic Stadium                     | Seoul ( Südkorea)                        | Asien         | 1984        | Ja         | Fußball                                    |
| 088. | 069.372      | Shah Alam Stadium                          | Kuala Lumpur ( Malaysia)                 | Asien         | 1994        | Ja         | Fußball                                    |
| 089. | 069.250      | Olympiastadion München                     | München ( Deutschland)                   | Europa        | 1972        | Ja         | Leichtathletik, Fußball bis 2005, Diverses |
| 090. | 069.143      | Nissan Stadium                             | Nashville ( Vereinigte Staaten)          | Nordamerika   | 1999        | Nein       | American Football                          |
| 091. | 068.532      | Lincoln Financial Field                    | Philadelphia ( Vereinigte Staaten)       | Nordamerika   | 2003        | Nein       | American Football                          |
| 092. | 068.500      | Levi’s Stadium                             | Santa Clara ( Vereinigte Staaten)        | Nordamerika   | 2014        | Nein       | American Football                          |
| 093. | 068.134      | Gazprom-Arena                              | Sankt Petersburg ( Russland)             | Europa        | 2017        | Nein       | Fußball                                    |
| 094  | 068.000      | Neues Nationalstadion                      | Tokio ( Japan)                           | Asien         | 2020        | Ja         | Fußball, Rugby, Leichtathletik             |
| 095. | 068.000      | Arbeiterstadion                            | Peking ( Volksrepublik China)            | Asien         | 1959        | Ja         | Fußball                                    |
| 095. | 068.000      | Yuba Bharati Krirangan                     | Kalkutta ( Indien)                       | Asien         | 1984        | Ja         | Fußball                                    |
| 097. | 067.703      | Cívitas Metropolitano                      | Madrid ( Spanien)                        | Europa        | 1994        | Nein       | Fußball                                    |
| 098. | 067.407      | FirstEnergy Stadium                        | Cleveland ( Vereinigte Staaten)          | Nordamerika   | 1999        | Nein       | American Football                          |
| 099. | 067.394      | Orange Vélodrome                           | Marseille ( Frankreich)                  | Europa        | 1937        | Nein       | Fußball, Rugby                             |
| 100. | 067.155      | Puskás Aréna                               | Budapest ( Ungarn)                       | Europa        | 2019        | Nein       | Fußball                                    |
| 101. | 067.130      | Murrayfield Stadium                        | Edinburgh ( Schottland)                  | Europa        | 1925        | Nein       | Rugby                                      |
| 102. | 067.052      | Estádio do Morumbi                         | São Paulo ( Brasilien)                   | Südamerika    | 1960        | Ja         | Fußball                                    |
| 103. | 067.000      | König-Fahd-Stadion                         | Riad ( Saudi-Arabien)                    | Asien         | 1988        | Ja         | Fußball                                    |
| 103. | 067.000      | Lumen Field                                | Seattle ( Vereinigte Staaten)            | Nordamerika   | 2002        | Nein       | American Football, Fußball                 |
| 105. | 066.806      | Seoul-World-Cup-Stadion                    | Seoul ( Südkorea)                        | Asien         | 2001        | Nein       | Fußball                                    |
| 106. | 066.665      | U.S. Bank Stadium                          | Minneapolis ( Vereinigte Staaten)        | Nordamerika   | 2016        | Nein       | American Football                          |
| 107. | 066.349      | Ranji Stadium                              | Kalkutta ( Indien)                       | Asien         | 1894        | Nein       | Cricket                                    |
| 108. | 066.233      | Lane Stadium                               | Blacksburg ( Vereinigte Staaten)         | Nordamerika   | 1965        | Nein       | American Football                          |
| 109. | 066.099      | Signal Iduna Park                          | Dortmund ( Deutschland)                  | Europa        | 1974        | Nein       | Fußball                                    |
| 110. | 066.000      | Edward Jones Dome                          | St. Louis ( Vereinigte Staaten)          | Nordamerika   | 1995        | Nein       | American Football                          |
| 111. | 066.000      | Stade 5 Juillet 1962                       | Algier ( Algerien)                       | Afrika        | 1976        | Ja         | Fußball                                    |
| 112. | 065.890      | Raymond James Stadium                      | Tampa ( Vereinigte Staaten)              | Nordamerika   | 1998        | Nein       | American Football                          |
| 113. | 065.754      | Daegu-Stadion                              | Daegu ( Südkorea)                        | Asien         | 2001        | Ja         | Fußball                                    |
| 114. | 065.647      | Estádio da Luz                             | Lissabon ( Portugal)                     | Europa        | 2003        | Nein       | Fußball                                    |
| 115. | 065.535      | Paycor Stadium                             | Cincinnati ( Vereinigte Staaten)         | Nordamerika   | 2000        | Nein       | American Football                          |
| 116. | 065.326      | Hard Rock Stadium                          | Miami Gardens ( Vereinigte Staaten)      | Nordamerika   | 1987        | Nein       | American Football                          |
| 117. | 065.227      | Basra Sports City Stadium                  | Basra ( Irak)                            | Asien         | 2013        | Ja         | Fußball                                    |
| 118. | 065.050      | Acrisure Stadium                           | Pittsburgh ( Vereinigte Staaten)         | Nordamerika   | 2001        | Nein       | American Football                          |
| 119. | 065.000      | Alamodome                                  | San Antonio ( Vereinigte Staaten)        | Nordamerika   | 1993        | Nein       | American Football                          |
| 119. | 065.000      | Ford Field                                 | Detroit ( Vereinigte Staaten)            | Nordamerika   | 2002        | Nein       | American Football                          |
| 119. | 065.000      | L&N Federal Credit Union Stadium           | Louisville ( Vereinigte Staaten)         | Nordamerika   | 1998        | Nein       | American Football                          |
| 119. | 065.000      | Stade Hammadi Agrebi                       | Tunis ( Tunesien)                        | Afrika        | 2001        | Ja         | Fußball                                    |
| 123. | 064.628      | Gillette Stadium                           | Foxborough ( Vereinigte Staaten)         | Nordamerika   | 2002        | Nein       | American Football, Fußball                 |
| 124. | 064.269      | Yale Bowl                                  | New Haven ( Vereinigte Staaten)          | Nordamerika   | 1914        | Nein       | American Football                          |
| 125. | 064.100      | Kapstadt-Stadion                           | Kapstadt ( Südafrika)                    | Afrika        | 2009        | Nein       | Fußball                                    |
| 126. | 064.045      | LaVell Edwards Stadium                     | Provo ( Vereinigte Staaten)              | Nordamerika   | 1964        | Nein       | American Football                          |
| 127. | 064.038      | Vaught–Hemingway Stadium                   | Oxford ( Vereinigte Staaten)             | Nordamerika   | 1915        | Nein       | American Football                          |
| 128. | 063.718      | Saitama Stadium 2002                       | Saitama ( Japan)                         | Asien         | 2001        | Nein       | Fußball                                    |
| 129. | 063.677      | Dalian Suoyuwan Football Stadium           | Dalian ( Volksrepublik China)            | Asien         | 2023        | Nein       | Fußball                                    |
| 130. | 063.400      | State Farm Stadium                         | Glendale ( Vereinigte Staaten)           | Nordamerika   | 2006        | Nein       | American Football                          |
| 131. | 063.186      | Estadio Olímpico Universitario             | Mexiko-Stadt ( Mexiko)                   | Nordamerika   | 1952        | Ja         | Fußball                                    |
| 132. | 063.026      | Oakland Coliseum                           | Oakland ( Vereinigte Staaten)            | Nordamerika   | 1966        | Nein       | American Football, Baseball                |
| 133. | 063.000      | Kenan Memorial Stadium                     | Chapel Hill ( Vereinigte Staaten)        | Nordamerika   | 1927        | Nein       | American Football                          |
| 133. | 063.000      | Lucas Oil Stadium                          | Indianapolis ( Vereinigte Staaten)       | Nordamerika   | 2008        | Nein       | American Football                          |
| 135. | 062.512      | Mississippi Veterans Memorial Stadium      | Jackson ( Vereinigte Staaten)            | Nordamerika   | 1941        | Nein       | American Football                          |
| 136. | 062.467      | California Memorial Stadium                | Berkeley ( Vereinigte Staaten)           | Nordamerika   | 1923        | Nein       | American Football                          |
| 137. | 062.303      | Tottenham Hotspur Stadium                  | London ( England)                        | Europa        | 2019        | Nein       | Fußball                                    |
| 138. | 062.160      | Mineirão                                   | Belo Horizonte ( Brasilien)              | Südamerika    | 1965        | Nein       | Fußball                                    |
| 139. | 062.000      | Guoxin-Stadion Qingdao                     | Qingdao ( Volksrepublik China)           | Asien         | 1997        | Ja         | Fußball                                    |
| 140. | 061.500      | Soldier Field                              | Chicago ( Vereinigte Staaten)            | Nordamerika   | 1924        | Nein       | American Football, Fußball                 |
| 140. | 061.500      | Scott Stadium                              | Charlottesville ( Vereinigte Staaten)    | Nordamerika   | 1931        | Nein       | American Football                          |
| 142. | 061.348      | Camping World Stadium                      | Orlando ( Vereinigte Staaten)            | Nordamerika   | 1936        | Nein       | American Football, Fußball                 |
| 143. | 061.337      | Davis Wade Stadium                         | Starkville ( Vereinigte Staaten)         | Nordamerika   | 1914        | Nein       | American Football                          |
| 144. | 061.000      | Kroger Field                               | Lexington ( Vereinigte Staaten)          | Nordamerika   | 1973        | Nein       | American Football                          |
| 145. | 060.670      | Memorial Stadium                           | Champaign ( Vereinigte Staaten)          | Nordamerika   | 1923        | Nein       | American Football                          |
| 146. | 060.454      | Jones AT&T Stadium                         | Lubbock ( Vereinigte Staaten)            | Nordamerika   | 1947        | Nein       | American Football                          |
| 147. | 060.361      | Emirates Stadium                           | London ( England)                        | Europa        | 2006        | Nein       | Fußball                                    |
| 148  | 060.355      | Celtic Park                                | Glasgow ( Schottland)                    | Europa        | 1892        | Nein       | Fußball                                    |
| 149. | 060.344      | Shenzhen Universiade Sports Centre Stadium | Shenzhen ( Volksrepublik China)          | Asien         | 2011        | Ja         | Diverse Veranstaltungen                    |
| 150. | 060.326      | Estádio Plácido Aderaldo Castelo           | Fortaleza ( Brasilien)                   | Südamerika    | 1973        | Nein       | Fußball                                    |
| 151. | 060.240      | Stadio Diego Armando Maradona              | Neapel ( Italien)                        | Europa        | 1959        | Ja         | Fußball                                    |
| 152. | 060.235      | Estadio Centenario                         | Montevideo ( Uruguay)                    | Südamerika    | 1930        | Nein       | Fußball                                    |
| 153. | 060.218      | Boone Pickens Stadium                      | Stillwater ( Vereinigte Staaten)         | Nordamerika   | 1920        | Nein       | American Football                          |
| 154. | 060.044      | Estádio do Arruda                          | Recife ( Brasilien)                      | Südamerika    | 1927        | Ja         | Fußball                                    |
| 155. | 060.000      | Mountaineer Field at Milan Puskar Stadium  | Morgantown ( Vereinigte Staaten)         | Nordamerika   | 1980        | Nein       | American Football                          |
| 155. | 060.000      | Nanjing Olympic-Sports-Center-Stadion      | Nanjing ( Volksrepublik China)           | Asien         | 2005        | Ja         | Fußball                                    |
| 155. | 060.000      | Nationalstadion Abuja                      | Abuja ( Nigeria)                         | Afrika        | 2003        | Ja         | Fußball                                    |
| 155. | 060.000      | Jawaharlal Nehru Stadium                   | Neu-Delhi ( Indien)                      | Asien         | 1982        | Ja         | Fußball, Cricket                           |
| 155. | 060.000      | Jawaharlal Nehru Stadium                   | Kochi ( Indien)                          | Asien         | 1996        | Nein       | Fußball, Cricket                           |
| 155. | 060.000      | Kobe Universiade Memorial Stadium          | Kōbe ( Japan)                            | Asien         | 1985        | Ja         | Fußball                                    |
| 155. | 060.000      | Moi International Sports Complex           | Kasarani ( Kenia)                        | Afrika        | 1987        | Ja         | Fußball                                    |
| 155. | 060.000      | Morodok Techo National Stadium             | Phnom Penh ( Kambodscha)                 | Asien         | 2021        | Ja         | Fußball                                    |
| 155. | 060.000      | National Main Stadium                      | Daressalam ( Tansania)                   | Afrika        | 2007        | Ja         | Fußball                                    |
| 155. | 060.000      | National Sports Stadium                    | Harare ( Simbabwe)                       | Afrika        | 1994        | Ja         | Fußball                                    |
| 155. | 060.000      | Odi Stadium                                | Pretoria ( Südafrika)                    | Afrika        | –           | Ja         | Fußball                                    |
| 155. | 060.000      | Perth Stadium                              | Perth ( Australien)                      | Ozeanien      | 2018        | Nein       | Australian Football, Cricket, Rugby        |
| 155. | 060.000      | Rajamangala-Nationalstadion                | Bangkok ( Thailand)                      | Asien         | 1998        | Ja         | Fußball                                    |
| 155. | 060.000      | Stade Léopold Sédar Senghor                | Dakar ( Senegal)                         | Afrika        | 1985        | Ja         | Fußball                                    |
| 155. | 060.000      | Stade Paul Biya                            | Yaoundé ( Kamerun)                       | Afrika        | 2022        | Ja         | Fußball                                    |
| 155. | 060.000      | Tianjin Olympic Centre Stadium             | Tianjin ( Volksrepublik China)           | Asien         | 2006        | Ja         | Fußball                                    |
| 155. | 060.000      | Tianhe Stadium                             | Guangzhou ( Volksrepublik China)         | Asien         | 1987        | Ja         | Fußball                                    |
| 155. | 060.000      | Wuhan-Sports-Center-Stadion                | Wuhan ( Volksrepublik China)             | Asien         | 2002        | Ja         | Fußball                                    |